# Campoplex ramidulus
Campoplex ramidulus är en stekelart som först beskrevs av Carl Gustav Alexander Brischke 1880.  Campoplex ramidulus ingår i släktet Campoplex och familjen brokparasitsteklar. Inga underarter finns listade.